# Řisuty
Řisuty település Csehországban, a Kladnói járásban. Řisuty Jedomělice, Tuřany, Malíkovice, Přelíc, Libovice, Studeněves és Ledce településekkel határos. Lakosainak száma 412 fő (2024. január 1.).

## Népesség
A település lakosságának változását az alábbi diagram mutatja:
| Lakosok száma | 564  | 616  | 664  | 463  | 352  | 287  | 344  | 358  | 358  | 412  |
|               | 1869 | 1890 | 1921 | 1950 | 1980 | 2001 | 2017 | 2019 | 2022 | 2024 |